# Erythrodiplax funerea

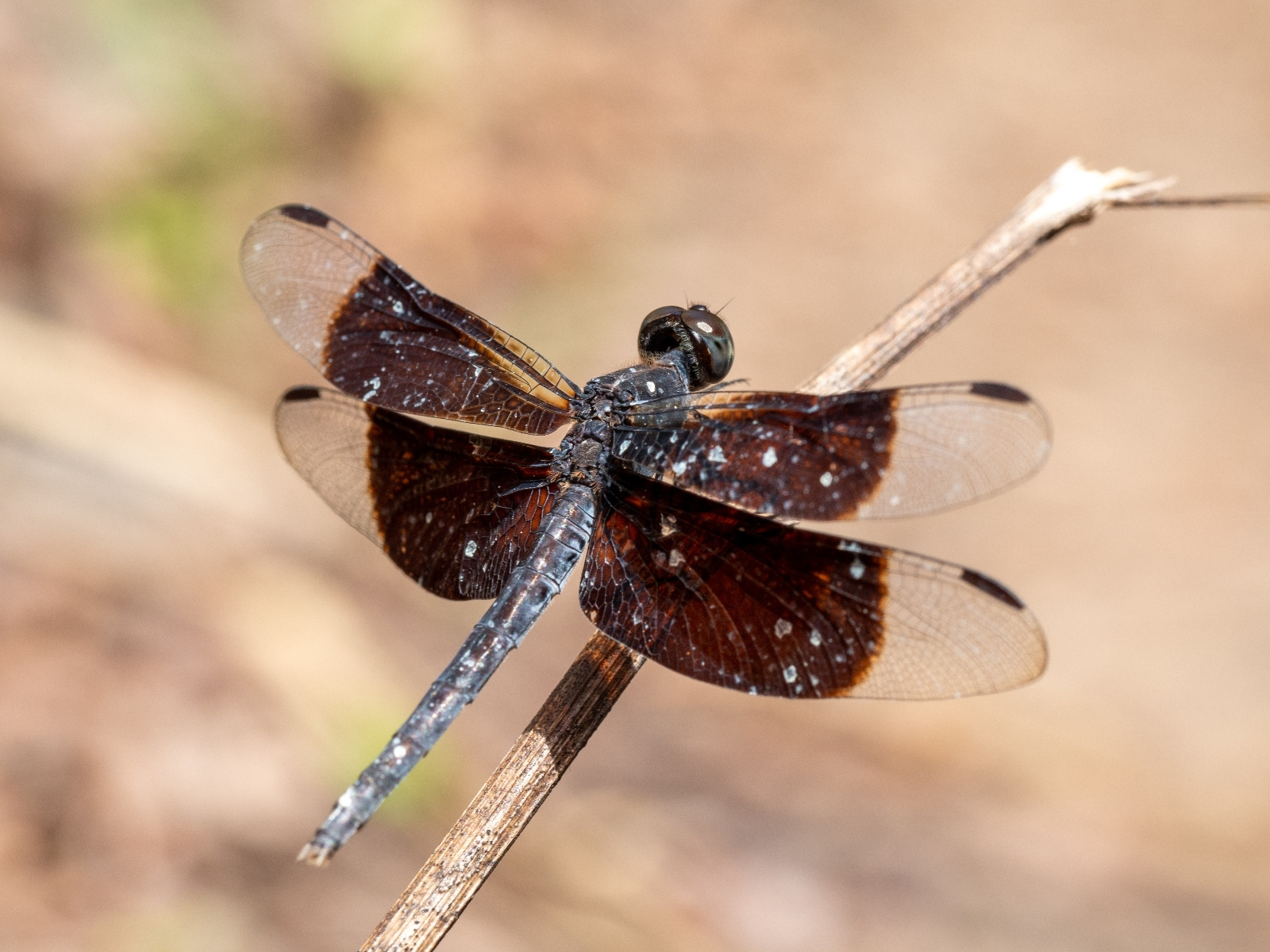
Erythrodiplax funerea, Männchen in Costa Rica

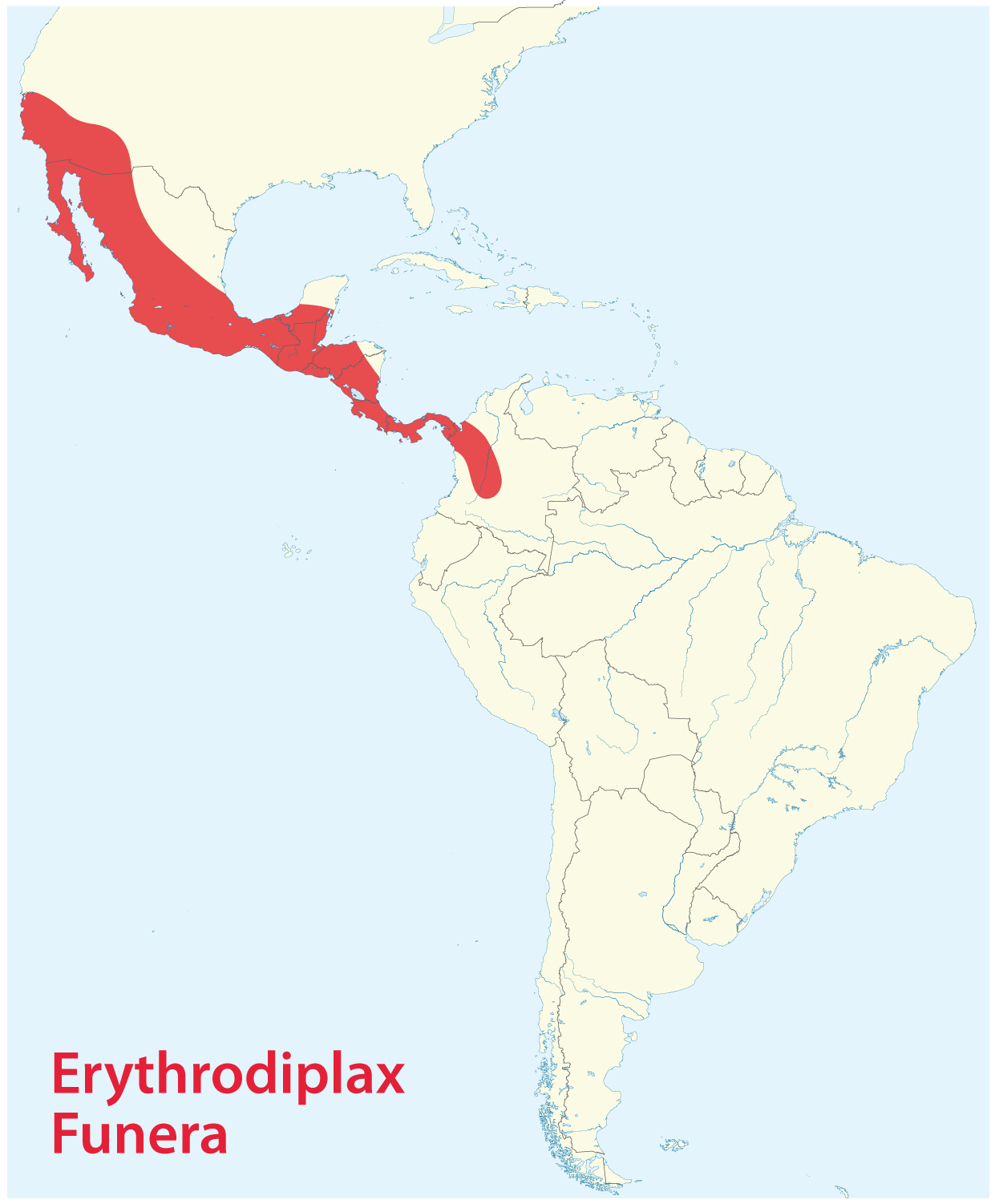
Verbreitungsgebiet der Art

Die Erythrodiplax funerea ist eine Libellenart der Gattung Erythrodiplax aus der Unterfamilie Sympetrinae. Sie tritt in Zentralamerika, Ecuador und Kolumbien auf.

## Merkmale

### Bau der Imago
Das Tier erreicht eine Länge von 38–42 mm, wobei 20–33 mm davon auf das Abdomen entfallen. Die Hinterflügel sind zwischen 25 und 34 mm lang.
Die Erythrodiplax funera ist die größte Libelle der Gattung gefolgt von der Erythrodiplax umbrata. Ihre Farbgebung ist dunkel mit sehr unterschiedlichen Flügellängen die meist stark braun oder schwarz gemustert sind. Bei männlichen Tieren kann die Färbung bis über das Pterostigma hinausragen ist aber meist nur bis kurz davor zu finden.
Die Spitzen der Flügel sind üblicherweise schwarz oder braun und auch das Gesicht ist schwarz.
Der Thorax der Männchen wechselt mit dem Altern von einem bräunlichen Farbton zu einem schwarzen Farbton, während die Weibchen violett sind und bleiben.
Das Abdomen ist bis auf rechteckige Flecken auf den Segmenten 5 bis 7 braun.

### Bau der Larve
Die Larve hat einen bis auf am Prothorax unbehaarten Körper. Der Kopf ist länger als der Thorax, wobei am Unterkiefer vier Einkerbungen vorhanden sind. Die molare Zahnformel ist (2–4), allerdings stets ohne molaren Damm. Das dritte Segment der Antennen ist das längste. Die paarigen Seitenplatten (Ventrolateralplatten) des elften Hinterleibssegmentes, der so genannte Paraproct, sind von der Seite gesehen glatt.

## Ähnliche Arten
Junge Tiere sind der Erythrodiplax umbrata zu verwechseln ähnlich. Auch ähnlich ist die Art Pseudoleon superbus wobei hier die Weibchen aber stärker gefleckt sind. Bis auf das sich verjüngende Abdomen gleichen auch Macrodiplax balteata der E. funerea stark.

## Namensgebung
Erstmals beschrieben wurde die Art als Libellula funerea im Jahr 1861 durch Hagen anhand eines Männchens aus Mexiko. Dieser Holotyp befindet sich heute im Agassiz Museum. 1889 lieferte W. F. Kirby eine Beschreibung eines Männchens aus Barang unter dem Namen Neurothemis affinis. Zehn Jahre später lieferte Kirby noch die Beschreibung eines Männchens aus Panama unter dem Namen Trithemis tyleri. die Synonymität der Arten erkannte Muttowski 1910.